# Eurobahn VT 2.01
De VT 2.01, ook wel Talent genoemd, is een dieseltreinstel, een zogenaamde lichtgewichttrein met lagevloerdeel voor het regionaal personenvervoer van de eurobahn. Het is een variant van het Talent-treinstel van Talbot.

## Geschiedenis
De Talent is een normaalsporig treinstel, volgens UIC-normen door Alexander Neumeister in 1994 ontworpen. Na een bouwtijd van zeven maanden werd het prototype in februari 1996 te Aken door bouwer Talbot voorgesteld. Het acroniem Talent staat voor Talbot leichter Nahverkehrstriebwagen.
Van de Dortmund-Märkische Eisenbahn (DME) werd een trein als VT 02.08 over overgenomen.

## Constructie en techniek
De treinen zijn opgebouwd uit een aluminium frame en werden geleverd als tweedelig dieseltreinstel met mechanische transmissie en luchtvering. Door de toepassing van Scharfenbergkoppeling heeft dit treinstel een typerende spitse neus met grote voorruit. De trein heeft een lagevloerdeel. Deze treinen kunnen tot drie stuks gecombineerd rijden..

## Treindiensten
De treinen werden van mei 2000 tot december 2010 door eurobahn ingezet op het volgende traject:
- Der Lipperländer, RB 73: Bielefeld - Lemgo